# Чайниче
Чайниче (на сръбски: Чајниче) е град в Република Сръбска, Босна и Херцеговина. Административен център на община Чайниче. Населението на града през 1991 година е 3152 души. В селото се намира Чайнишкият манастир.

## История
Автор на църквата „Успение Богородично“ (1857 – 1863) е видният български строител Андрей Дамянов.

## Население
Населението на града през 1991 година е 3152 души.

### Етнически състав
| Чайниче               |                |               |               |
| Година на преброяване | 1991.          | 1981.         | 1971.         |
| Сърби                 | 1802 (57,17%)  | 1304 (51,01%) | 1051 (52,15%) |
| Мюсюлмани             | 1192 (37,81 %) | 931 (36,42 %) | 857 (42,53 %) |
| Хървати               | 2 (0,06 %)     | 6 (0,23 %)    | 19 (0,94 %)   |
| Югославяни            | 51 (1,61 %)    | 203 (7,94 %)  | 8 (0,39 %)    |
| Други и неопределени  | 105 (3,33 %)   | 112 (4,38 %)  | 80 (3,97 %)   |
| Общо                  | 3152           | 2556          | 2015          |

## Личности
Починали в Чайниче
- Киро Димитровски (1912 – 1942) – югославски партизанин и деец на НОВМ